# Granopothyne mindanaonis
Granopothyne mindanaonis är en skalbaggsart som beskrevs av Stefan von Breuning 1980. Granopothyne mindanaonis ingår i släktet Granopothyne och familjen långhorningar.
Artens utbredningsområde är Filippinerna. Inga underarter finns listade i Catalogue of Life.